# Bolbohamatum drescheri
Bolbohamatum drescheri is een keversoort uit de familie cognackevers (Bolboceratidae). De wetenschappelijke naam van de soort werd in 1980 gepubliceerd door Jan Krikken. De soort komt voor in China en is genoemd naar de verzamelaar van Indonesische kevers F.C. Drescher (1875-1957).